# Pantographa scripturalis
Pantographa scripturalis is een vlinder van de familie van de grasmotten (Crambidae). De wetenschappelijke naam van deze soort is voor het eerst voorgesteld als Pionea scripturalis door Achille Guenée in een publicatie uit 1854.
De soort komt voor in Nicaragua en Brazilië.